# Tonye Patano
 (février 2018).
Si vous disposez d'ouvrages ou d'articles de référence ou si vous connaissez des sites web de qualité traitant du thème abordé ici, merci de compléter l'article en donnant les références utiles à sa vérifiabilité et en les liant à la section « Notes et références ».
Tonye Patano, née le 16 octobre 1961, est une actrice américaine principalement connue pour son interprétation de Heylia James, dealeuse de drogue forte en gueule dans la série télévisée Weeds. Elle a tenu ce rôle pendant les quatre premières saisons de cette série centrée sur le commerce illégal de la marijuana dans la petite ville fictive d'Agrestic en Californie.
Elle est apparue auparavant dans les séries Sex and the City, Monk et New York, police judiciaire.

## Carrière

### Filmographie
- 2005 : Little Manhattan de Mark Levinson et Jennifer Flackett : Birdie
- 2009 : L'Attaque du métro 123 de Tony Scott : Regina
- 2009 : Come What May de George D. Escobar et Manny Edwards Scott : Thema
- 2010 : The Company Men de John Wells : Joyce Robertson
- 2010 : Ponies : une caissière
- 2010 : The David Dance : Mme P.
- 2014 : Every Secret Thing de Amy Berg : Clarice

### Télévision
- 2000 : New York, unité spéciale (saison 2, épisode 3) : Ann
- 2003 :  Sex and the City : Ruby
- 2003 : New York, unité spéciale (saison 5, épisode 1) : Sally
- 2004 :  New York, police judiciaire (saison 14, épisode 11) : officier Feldman
- 2004 :  Monk : Femme dans un train
- 2005-2008 et 2011 : Weeds (série télévisée) : Heilya James (rôle principal, 38 épisodes)
- 2009-2012 On ne vit qu'une fois : Phylicia Evan (récurrente)
- 2009 : New York, unité spéciale (saison 10, épisode 19) : juge Linda Maskin
- 2010 : New York, unité spéciale (saison 11, épisodes 14, 15 et 22) : juge Linda Maskin
- 2011 : New York, unité spéciale (saison 13, épisode 10) : juge Linda Maskin
- 2012 : New York, unité spéciale (saison 14, épisode 3) : juge Linda Maskin
- 2011 : Larry et son nombril
- 2013 : The Americans : Viola
- 2022 : New York, unité spéciale (saison 23, épisode 16) : juge Linda Maskin
- 2022 : New York, police judiciaire (saison 22, épisode 1) : juge Linda Maskin